# روي بينيت
روي بينيت (بالإنجليزية: Roy Bennett)‏ هو سياسي زيمبابوي، ولد في 16 فبراير 1957 في زيمبابوي، وتوفي في 18 يناير 2018 في كندا. حزبياً، نشط في حركة التغيير الديمقراطي - تسفانغيراي. وقد انتخب عضو مجلس نواب زيمبابوي.